# Samovar

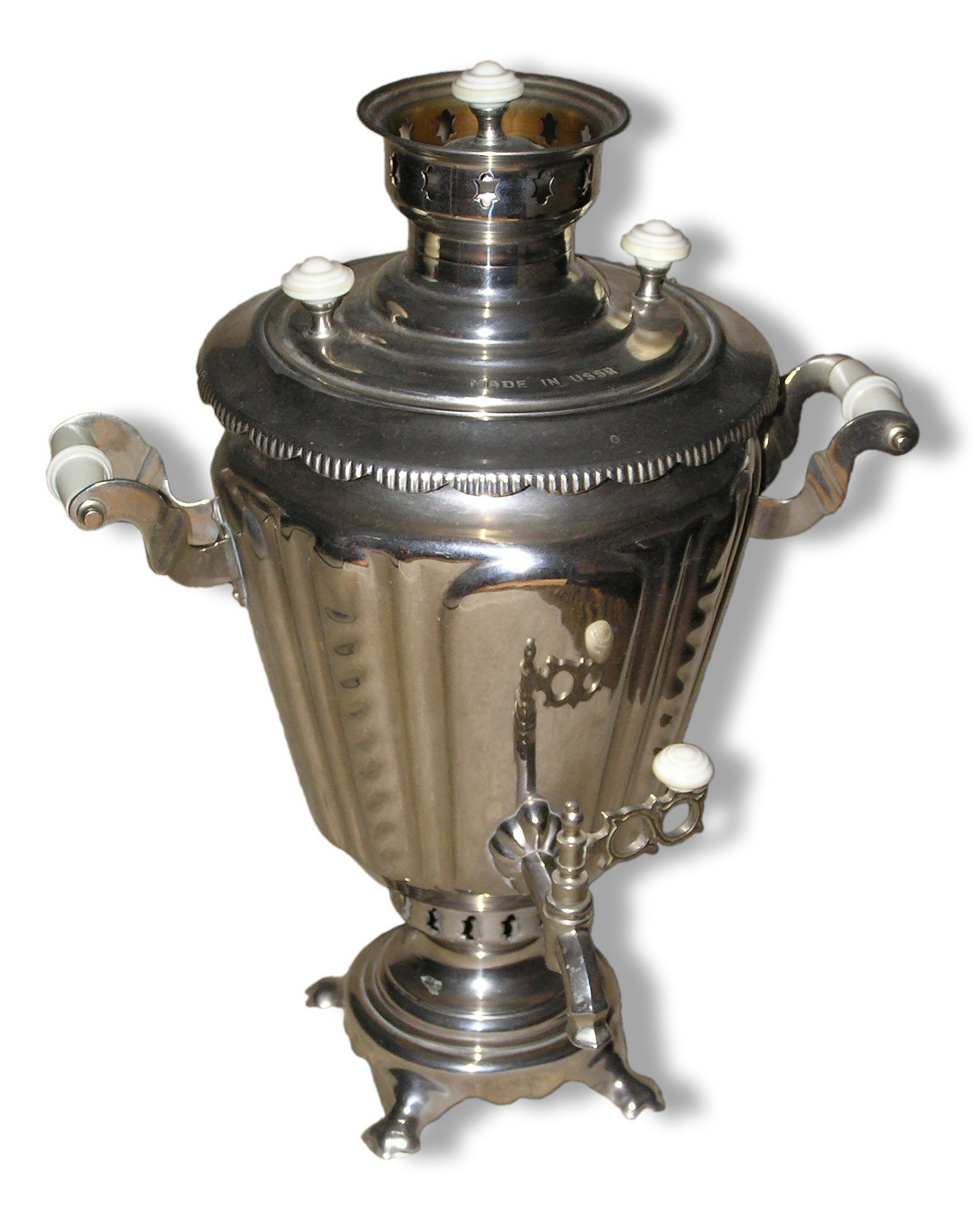
Samovar na dřevěné uhlí

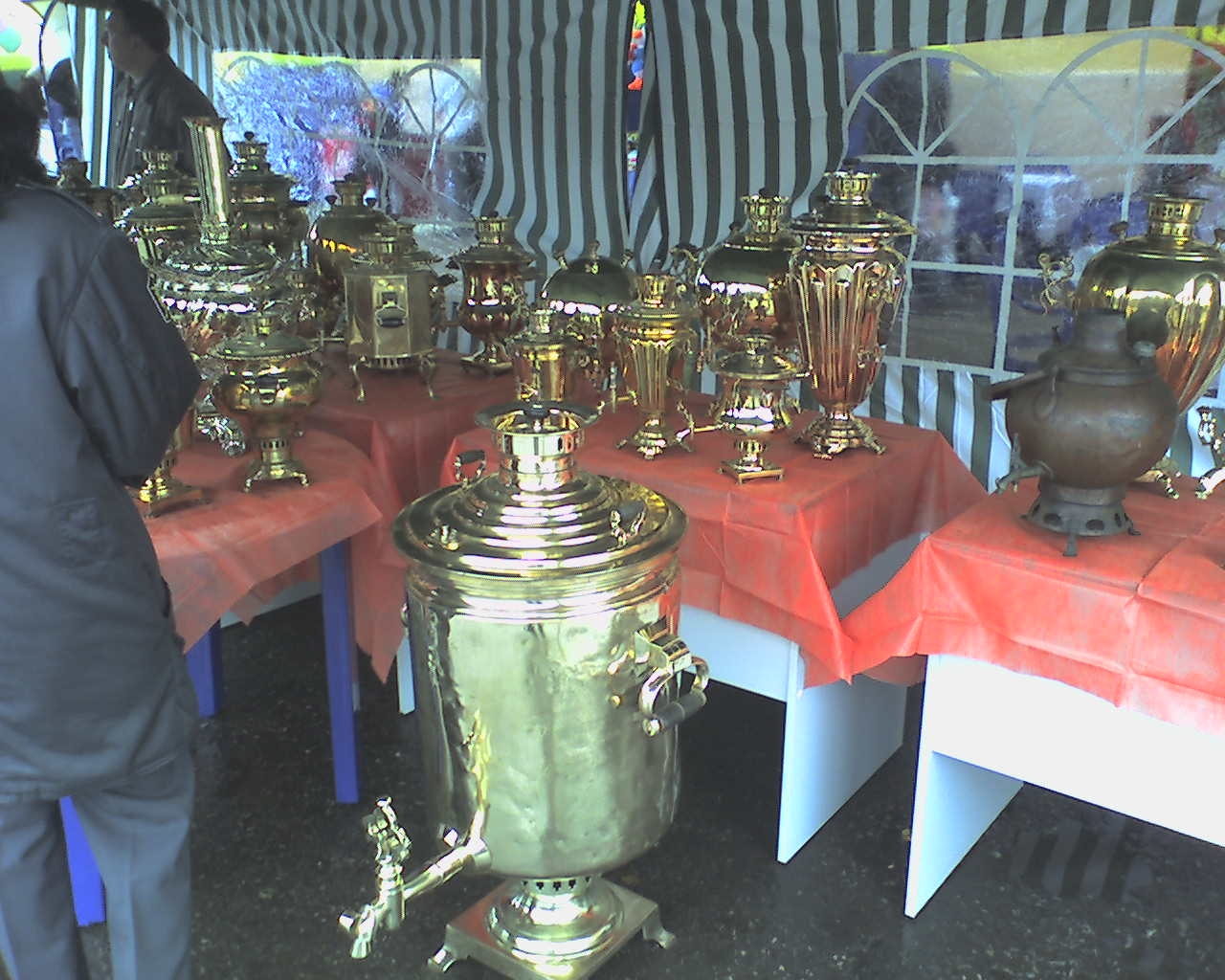
Sbírka samovarů

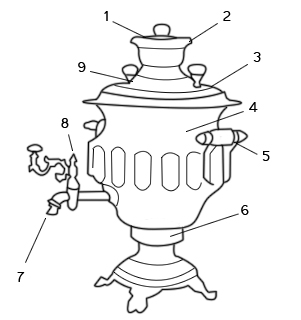
Ruský samovar – schéma: 1) kryt topeniště, 2) nosič konvice, 3) poklička, 4) mísa – nádrž na vodu, 5) držadlo, 6) šíje spojuje mísu se stojanem, 7) výtoková hubička, 8) výpustní kohout, 9) knoflík – držadlo pokličky

Samovar je ruské tradiční zařízení pro vaření vody s vnitřním topidlem, určené k přípravě čaje. Zpočátku se voda ohřívala trubkou naplněnou dřevěným uhlím. Později se objevily další druhy samovarů, vytápěné petrolejem nebo elektricky.

## Rozdělení samovarů
Současná klasifikace samovarů uznává následující typy:
- elektrický samovar – vodu ohřívá vestavěné topné tělísko stejně jako v rychlovarné konvici
- žárový samovar – jinak také uhelný, dřevný
- kombinovaný samovar

## Historie výroby
Přístroje tohoto typu byly dlouho známy v Číně, ale nepoužívaly se k přípravě čaje. První samovary na ruském území se začaly vyrábět v polovině 18. století v hutích na Urale. Záhy se však stalo hlavním místem produkce a vývoje samovarů západoruské město Tula, odkud také pochází nejstarší věrohodné písemné zprávy o jejich výrobě.
Roku 1778 na ulici Štykovaja, v tulské čtvrti Zářečí, vyrobili samovar bratři Ivan a Nazar Lisicynovi v malé dílně. Jejich podnik byl prvním samovarovým závodem ve městě. Zakladatelem podniku byl jejich otec, původně puškař a mědikovec Fedor Lisicyn. Už v roce 1803 v závodě pracovali čtyři tulští měšťané, sedm puškařů, dva vozkové a 13 Rolníků – dohromady 26 zaměstnanců. To už byla továrna s kapitálem 3000 rublů a výnosem 1500 rublů. Továrna v roce 1823 přešla na Nazarova syna Nikitu Lisicyna. Samovary Lisicynových se vyznačovaly nápaditými tvary a výzdobou. Běžné byly tepané a gravírované ozdoby na podstavci samovaru, vejcovitý tvar nádrže, kohouty ve tvaru delfína, ozdobná držadla. Výroba samovarů se ukázala jako velmi výnosná. Řemeslníci se rychle změnili na továrníky a dílny na továrny, takže k roku 1808 fungovalo v Tule již osm výrobců samovarů. V roce 1812 vznikla továrna Vasilije Lomova, v roce 1813 Andreje Kuraševa. Vasilij Lomov společně s bratrem Ivanem produkovali samovary vysoké kvality, asi 1000–1200 kusů ročně a stali se široce známými. Samovary se tehdy prodávaly na váhu a stály: z mosazi 64 rublů za pud (16,3 kg), z mědi 90 rublů za pud. V roce 1850 jenom v samotné Tule bylo 28 továren na samovary, které produkovaly okolo 120 tisíc samovarů ročně a k tomu velké množství dalších výrobků z mědi. Například továrna J. V. Ljalina zhotovila za rok více než 10 tisíc kusů samovarů.
Na přelomu 19. a 20. století se objevují nové typy samovarů, jako např. petrolejový, samovar Paričko, měděné samovary z továrny Černikovových s bočním ohřevem. Petrolejové samovary se prosadily především tam, kde byl snadno dostupný a levný petrolej, zvláště na Kavkaze. Petrolejové samovary se také ve velkých počtech exportovaly.
V roce 1908 závod Bratři Šachdatové a spol. poprvé vyrobil samovar s odnímatelnou nádobou na vodu – tzv. samovar Paričko (nazváno dle vynálezce, ing. A. J. Parička). Tyto samovary byly bezpečné z požárního hlediska, nemohly se zničit jako obyčejné samovary, když v nich nebyla voda. Díky vybavení dmychadlem a možnosti regulace tahu plamene v nich voda zůstávala dlouho horká. Také čištění bylo pohodlné. Jako palivo bylo možné použít dřevěné uhlí, líh i jiná paliva.
Revoluce roku 1917 přinesla řadu změn. V roce 1918 byly podniky na výrobu samovarů znárodněny. Roku 1919 vzniká v Tule státní sdružení továren na výrobu samovarů. Roku 1922 se výroba samovarů soustředila v Prvním státním mědizpracujícím závodě ve městě Kolčugino. V současnosti funguje pod názvem Kolčug-Micar a.s.

## Konstrukce samovaru

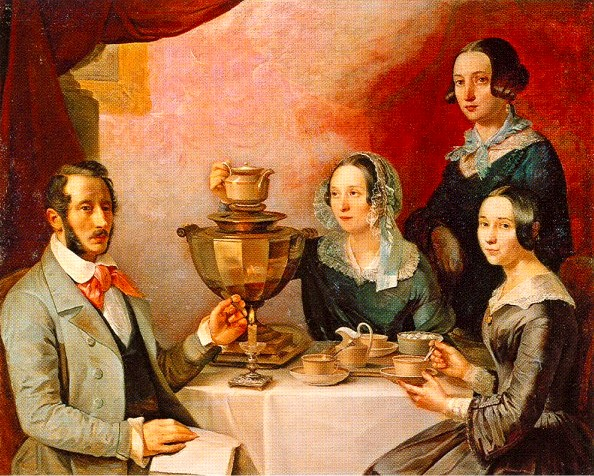
Samovar (1844)

Bez ohledu na pestrost tvarů jsou samovary koncipovány shodně. Každý samovar je složen z dále popsaných dílů (viz též obrázek – schema):
- Mísa – nádrž na vodu, základní část, do které se nalévá voda k vaření
- Dutina – topeniště, umístěno uvnitř mísy, sem se vkládá palivo, zde je případně hořák na kapalná paliva. Vnější stěna topeniště funguje jako tepelný výměník – předává teplo vodě
- Kruh – litinová kruhová deska, která shora zakrývá mísu
- Šíje – zúžená část, která spojuje dno mísy se stojanem
- Stojan (podstavec) samovaru – základní, stojná část
- Držadla – jsou zhotovena z tepelně izolačního materiálu, připevněna na mísu a umožňují přenášet celý samovar i v chodu, za horka
- Růžice – zdobená obruba, ze které vystupuje kohout na horkou vodu
- Ručka – páčka, kterou se ovládá výpustní kohout
- Výpustní kohout
- Poklička – zakrývá shora nádobu na vodu
- Průduchy – otvory na pokličce pro odchod páry
- Nosič konvice – obruba na pokličce, do které se vkládá konvička se zavářkou – čajovým koncentrátem

Obvyklými materiály pro výrobu samovarů jsou:
- měď,
- mosaz,
- alpaka,
- nerezová ocel.

Samovary na poštovních známkách SSSR z roku 1989
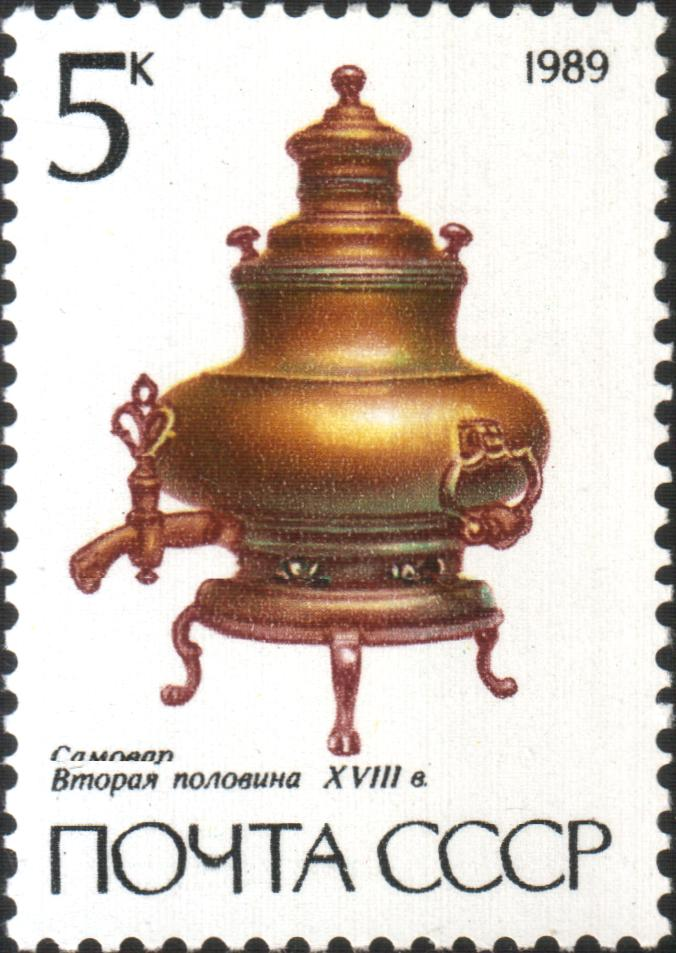
Barokní samovar z 18. století
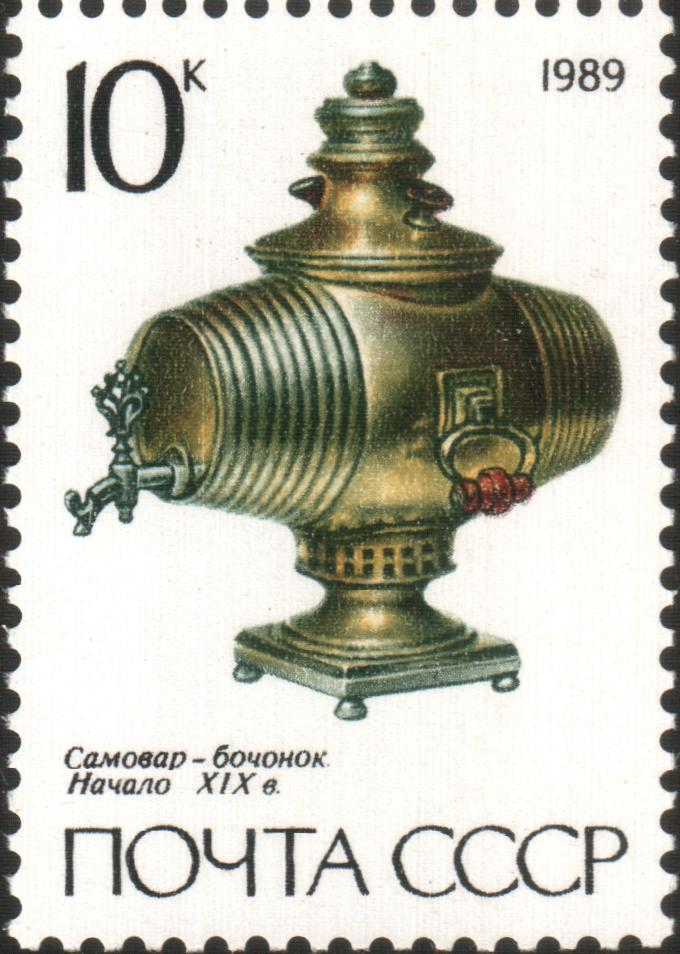
Soudkový samovar z počátku 19. století
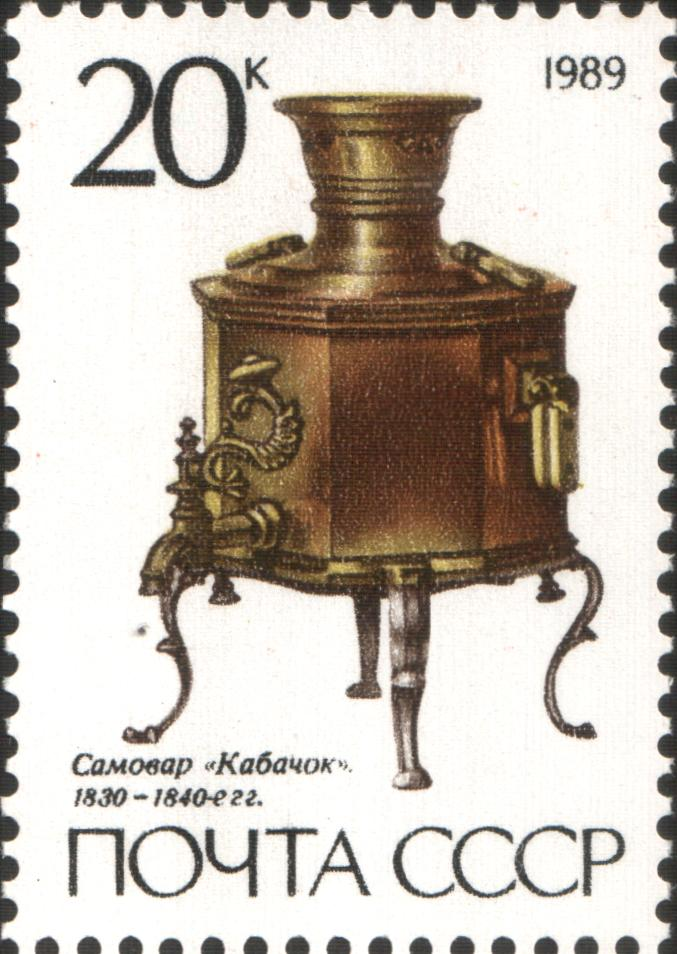
Dýňový samovar, asi 1830
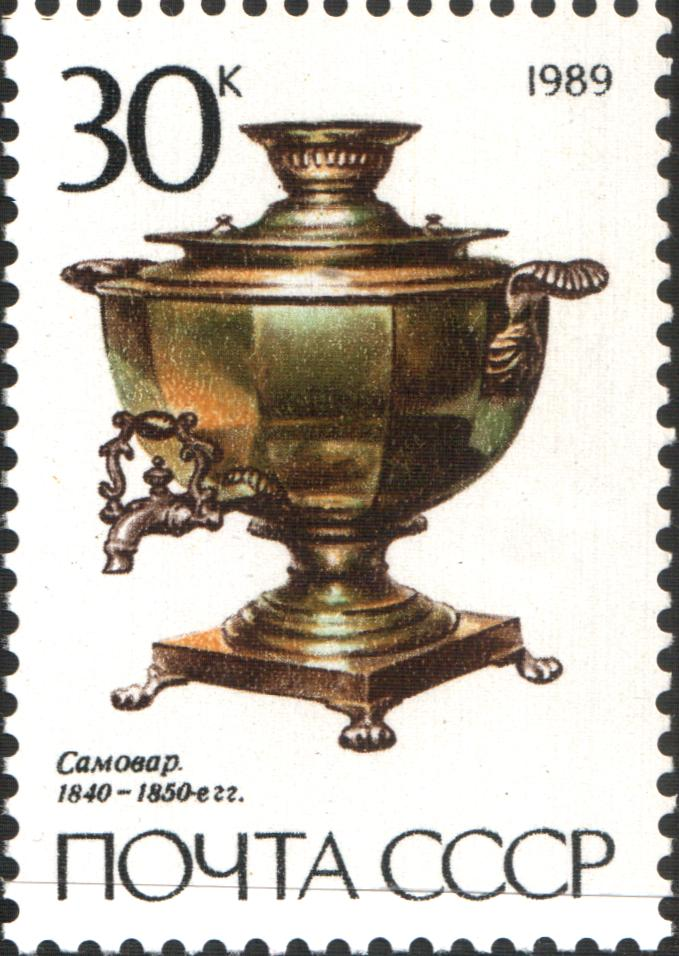
Samovar v klasické formě vázy, kolem r. 1840

## Příprava čaje s pomocí samovaru
Samovar neslouží přímo k přípravě čaje, ale k vaření vody pro přípravu čaje. Do mísy se nalije voda, která se přivede do varu. V malé konvičce se vroucí vodou spaří listový čaj. Ten se nechá vyluhovat až do vzniku silného extraktu – zavářky. Během vyluhování a i následně během přípravy čaje do šálků je konvička uložena v nosiči úplně nahoře na samovaru. Tak je zaručeno uchování zavářky v teple. Pokud se rozhodneme čaj konzumovat, odlijeme si do svého šálku z konvičky potřebné množství extraktu a dolijeme horkou vodou z kohoutu na nádrži samovaru. Čajové lístky zůstanou v konvičce. Množstvím čajového koncentrátu řídíme sílu čaje.